# Кладовка (арт-галерея)
Арт-галерея «Кладовка» — выставочный центр современного искусства в Нижнем Новгороде. Была основана Павлом Плоховым; расположена по несуществующей улице Художников (улица Большая Покровская, 8).

## Описание

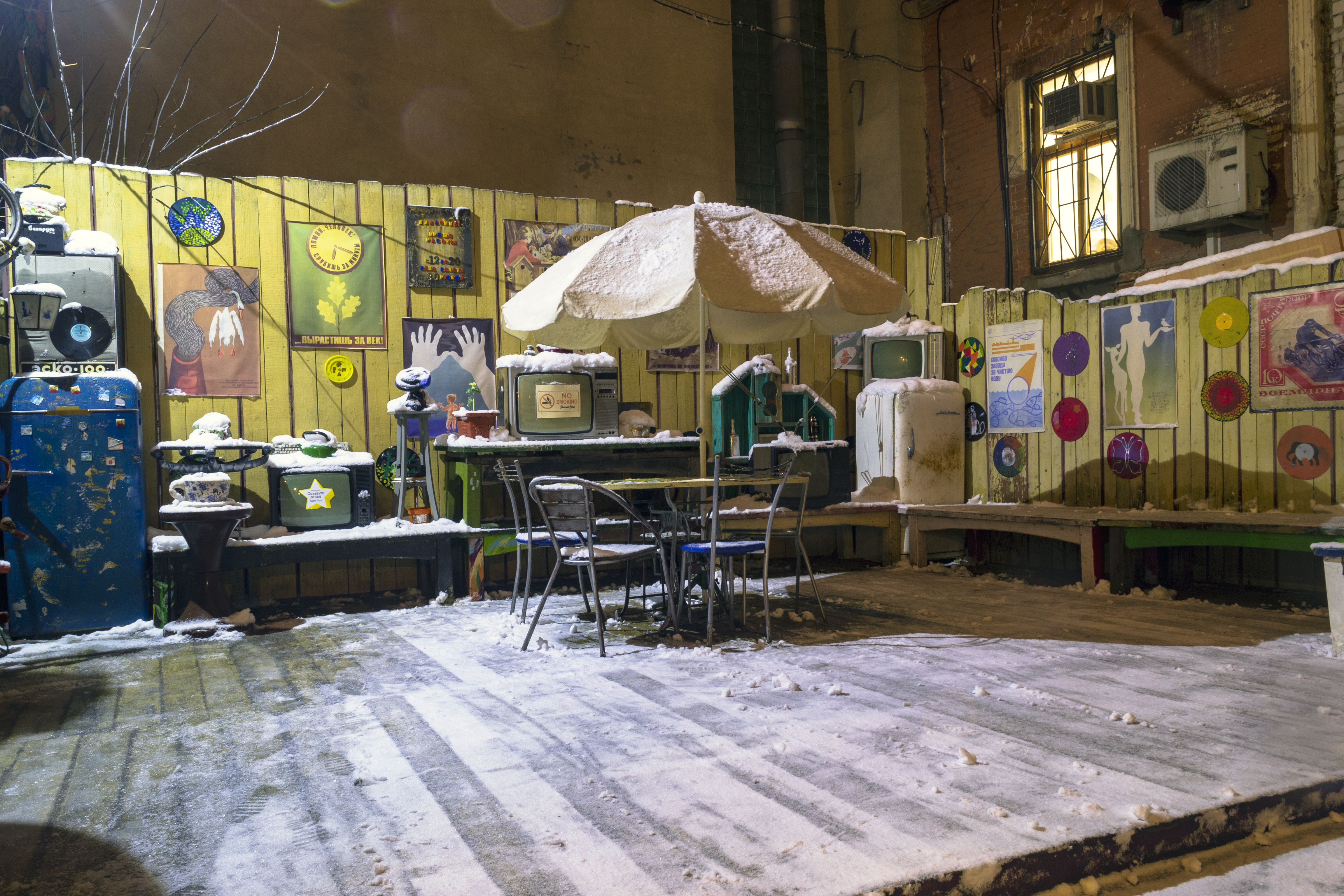
Сцена в тупике двора

Галерея представляет собой узкий двор (улицу), уходящий в тупик, в котором расположена небольшая сцена для мероприятий. Напоминает собой кладовку 70-х годов. Вся «улица» украшена в стиле поп-арта: велосипеды на стенах, красная телефонная будка, виниловые пластинки и другие элементы. Следующая часть галереи расположена внутри здания (улица Художников, 26). Вход в помещение платный и составляет 100 рублей. Галерея делится на 3 зала.
Первый зал — музыкальный. В нём представлены виниловые пластинки различных поколений, жанров и исполнителей. Их можно приобрести в личное пользование. Прихожая этого зала оформлена в стилистике Советского Союза 70-х годов с плакатами в жанре пинап.
Второй зал — произведения хенд-мейда. Здесь можно найти множество интересных вещей, сделанных вручную.
Третий зал — литературный. Также в нём проводятся различные выставки. Здесь расположены книги, газеты, журналы, интересные газетные вырезки и любительские произведения малоизвестных авторов.